# Qoaling Highlanders FC
O Qoaling Highlanders FC é um clube de futebol com sede em Maseru, Lesoto. A equipe compete na Lesotho Premier League.

## História
O clube disputa suas partidas no Qoaling Ground..